# Yuka Sato (triatleta)
Yuka Sato –en japonés, 佐藤優香– (Sakura, 18 de enero de 1992) es una deportista japonesa que compite en triatlón.
Ganó tres medallas en los Juegos Asiáticos entre los años 2014 y 2022, y seis medallas en el Campeonato Asiático de Triatlón entre los años 2012 y 2021.

## Palmarés internacional
| Juegos Asiáticos    | Juegos Asiáticos           | Juegos Asiáticos  | Juegos Asiáticos |
| Año                 | Lugar                      | Medalla           | Prueba           |
| ------------------- | -------------------------- | ----------------- | ---------------- |
| 2014                | Incheon (Corea del Sur)    | Medalla de oro    | Relevo mixto     |
| 2018                | Palembang (Indonesia)      | Medalla de oro    | Relevo mixto     |
| 2022                | Hangzhou (China)           | Medalla de oro    | Relevo mixto     |
| Campeonato Asiático |                            |                   |                  |
| Año                 | Lugar                      | Medalla           | Prueba           |
| 2012                | Tateyama (Japón)           | Medalla de plata  | Individual       |
| 2013                | Bahía de Súbic (Filipinas) | Medalla de plata  | Individual       |
| 2015                | Nueva Taipéi (Taiwán)      | Medalla de oro    | Relevo mixto     |
| 2016                | Hatsukaichi (Japón)        | Medalla de bronce | Individual       |
| 2019                | Gyeongju (Corea del Sur)   | Medalla de oro    | Relevo mixto     |
| 2021                | Hatsukaichi (Japón)        | Medalla de plata  | Individual       |